# Street Sounds Hip Hop Electro 11
Street Sounds Hip Hop Electro 11 er det 11. opsamlingsalbum i en serie og blev udgivet i 1986 af StreetSounds. Albummet udkom som LP-plade og kassettebånd og består af ti electro og old school hip hop numre mixet af The Frog and Mad Dog Harris.

## Sporliste
| 1. | "Def Fresh Crew"      | Roxanne Shanté   | -:-- |
| 2. | "Monster Beat"        | Awesome Foursome | -:-- |
| 3. | "You Stink"           | Captain Rock     | -:-- |
| 4. | "Get Busy"            | Disco Four       | -:-- |
| 5. | "Success Is The Word" | 12:41            | -:-- |

| 1. | "Girls - Part 2" | The B-Boys             | -:-- |
| 2. | "Just Say Stet"  | Stetsonic              | -:-- |
| 3. | "What I Like"    | The 2 Live Crew        | -:-- |
| 4. | "Plimrose Path"  | Hashim                 | -:-- |
| 5. | "Butt Naked"     | Dr. Jeckyll & Mr. Hyde | -:-- |